# Chùa Chành
Chùa Chành thuộc địa phận xã Tân Bình-Thành phố Thái Bình. Là di tích lịch sử cấp tỉnh được cấp năm 1995. Chùa mới được trùng tu lại năm 2012, được khánh thành vào ngày 05/11/2012. Hàng năm chùa mở hội từ 01 tháng 3 đến 03 tháng 3 Âm Lịch. Là một ngôi chùa rất linh thiêng được rất nhiều các tín đồ thập phương xa gần biết đến. 